# Derivazione (linguistica)
La derivazione in linguistica è il processo per cui una nuova parola si forma a partire da un'altra parola mediante un meccanismo di formazione che ne cambia il significato; il meccanismo di derivazione più comune è l'aggiunta di un affisso.
Una parola ottenuta per derivazione si definisce "derivata".

## Meccanismi di derivazione

### Affissazione
La derivazione per affissazione raggruppa diversi processi a seconda del tipo di affisso che viene aggiunto alla parola di base:
- La prefissazione aggiunge l'affisso all'inizio della parola, cioè un prefisso (ad esempio "pregiudizio" da "giudizio"); in questo caso la categoria grammaticale della parola rimane la stessa (cioè da un sostantivo si crea un altro sostantivo ecc).
- La suffissazione aggiunge l'affisso alla fine della parola, cioè un suffisso, che può essere:
  - un suffisso nominale, che genera un nome (ad esempio "tristezza" da "triste");
  - un suffisso aggettivale, che genera un aggettivo (ad esempio "normale" da "norma");
  - un suffisso verbale, che genera un verbo (ad esempio "profetizzare" da "profeta");
  - un suffisso avverbiale, che genera un avverbio (ad esempio "perfettamente" da "perfetto");
anche in questo caso la categoria grammaticale può rimanere la stessa, ma può anche variare come abbiamo appena visto: si parla allora di "transcategorizzazione".
- L'infissazione aggiunge l'affisso in mezzo alla parola, cioè un infisso.
  - In italiano questo meccanismo di derivazione è utilizzato nell'ambito della nomenclatura chimica IUPAC: esistono due infissi derivazionali -pe- (significa "idrogenazione completa" e fa derivare ad esempio "pipecolina" da "picolina") e -et- (significa "etile" e fa derivare ad esempio "fenetidina" da "fenidina"). È un infisso anche l'elemento -isc- presente in alcuni verbi della terza coniugazione (io capisco, che io preferisca, colpisci!).

A volte la derivazione può avvenire con affissi mutuati da altre lingue (ad esempio, l'italiano scannerizzare dall'inglese scanner. Questo meccanismo è analogo al processo di prestito linguistico, per il quale il lemma straniero viene invece acquisito, spesso senza essere modificato (ad esempio, sport).

### Conversione
Nel caso in cui un lessema venga trascategorizzato (cioè finisca per appartenere ad una diversa categoria grammaticale rispetto a quella originaria) senza però cambiare la propria forma, si parla di "conversione" (o anche "derivazione zero" e "suffissazione zero").
Nel caso in cui l'affisso aggiunto alla parola coincida con la desinenza, alcuni linguisti parlano anche di "derivazione diretta" (rientrerebbe dunque in questo caso la derivazione registrare da registro)
La conversione è tipica delle lingue isolanti: in inglese, ad esempio, water è verbo ("innaffiare") o sostantivo ("acqua") a seconda del contesto. Minoritario è il ruolo della conversione nelle lingue fusive (come l'italiano).
Esempi di conversione in lingua italiana sono:
- l'infinito di un verbo, a cui viene aggiunto l'articolo e che potrà anche essere messo al plurale (il mangiare, i poteri), o che potrà subire alterazione (esserino);
- un aggettivo usato come sostantivo (metropolitana, cellulare, vecchio);
- un participio presente usato come sostantivo (cantante, assistente);
- un participio passato usato come sostantivo (coperto);
- un gerundio (crescendo).

Allo stesso modo si può formare un nuovo aggettivo da un verbo:
- al participio presente: sorridente da sorridere;
- al participio passato: deciso da decidere.

Alcuni linguisti inoltre considerano meccanismi di derivazione anche le operazioni semantiche che cambiano il significato di una parola senza cambiarne la forma, come ad esempio la lessicalizzazione, definendole a volte derivazione nulla.

### Parasintesi
Si parla di "derivati parasintetici" o "parasintesi" quando una parola viene generata applicando più affissi derivativi: ad esempio, in-scatola-mento deriva da scatola tramite l'aggiunta di un prefisso e di un suffisso. Questo processo può essere anche verbale o aggettivale: in ogni caso, la nuova forma è composta dalla parola base unita a un prefisso e a un suffisso, ma laddove non esista una parola derivata ottenuta applicando uno solamente dei due affissi, cioè la sequenza prefisso+base o base+suffisso: non esistono né *in-scatola né *scatola-mento.
Esempi di parasintesi verbale sono ingiallire da giallo e abbottonare da bottone; esempi di parasintesi aggettivale, invece, sono le parole svitato da vite, sfegatato da fegato. Si tratta di un processo molto produttivo: si può anzi dire che sia una delle forme più frequenti per la formazione di nuovi verbi.
Sebbene gli esempi che abbiamo dato siano tratti dall'italiano, il processo è molto produttivo anche nelle altre lingue romanze (ad esempio abbiamo il francese agrandir da grand, "ingrandire", o lo spagnolo alargar, cioè "allungare"), e se ne trovano numerosi esempi anche nelle lingue germaniche (per esempio in inglese enlighten da light, "illuminare", in olandese verarmen da arm, "impoverire", in tedesco bereichern da reich, "arricchire"). In generale, il fenomeno è particolarmente attivo nelle lingue indoeuropee.

### Agglutinazione
Tutte le lingue usano i processi derivativi per arricchire il proprio lessico, ma un caso a parte sono le lingue agglutinanti che usano questo meccanismo come base della comunicazione linguistica: nelle lingue agglutinanti, infatti, le parole (o morfemi) sono inizialmente costituite dalla sola radice, a cui vengono aggiunti gli affissi per esprimere le diverse categorie grammaticali e aggiungere le informazioni relative a genere, numero, caso, oppure tempo, diatesi, persona, ecc.

### Altri meccanismi di derivazione
Un meccanismo di derivazione poco comune in italiano ma presente in altre lingue è la retroformazione, per cui una parola si forma da un'altra seguendo un processo inverso rispetto a quello più comune, generalmente rimuovendo ciò che viene interpretato come un affisso: ad esempio in italiano è nato prima il verbo "accusare" (dal latino "accusare") dal quale è derivato per retroformazione il sostantivo "accusa" (che non esisteva con questa forma in latino), mentre in inglese è nato il verbo "to edit" da "editor".
Un meccanismo attivo sia nella derivazione, sia nella flessione e nella composizione, invece, è la reduplicazione, che consiste nel raddoppiamento sia di un semplice segmento, sia dell'intera parola: nelle antiche lingue indoeuropee questo processo era molto produttivo nella flessione dei verbi (come ad esempio nel greco "lelyka" = "sciolsi" dal presente "lyo" = sciolgo") e se ne trovano tracce anche in latino (si veda per esempio il paradigma del verbo "dare" = "do, das, dedi, datum, dare"). Un esempio di reduplicazione totale si trova nel māori "reoreo" = "conversazione" da "reo" = "voce", mentre un caso di reduplicazione parziale si ha nel turco "dopdolu" = "piuttosto pieno" da "dolu" = "pieno". Da notare come un verbo reduplicato assuma spesso un significato frequentativo, come nel sudanese "guguyon" da "guyon" = "fermentare ripetutamente".
Alcuni meccanismi di formazione, tra cui il prestito linguistico e l'origine etimologica, sono definiti derivativi pur non modificando sostanzialmente il significato della parola di origine ma cambiandone il contesto di utilizzo, ossia la lingua: ad esempio si usa dire che la parola italiana padre deriva dalla parola latina patrem o che la parola italiana caffè deriva dalla parola turca qahve.

## Regole di riaggiustamento
Un meccanismo presente sia nella composizione che nella derivazione è una sorta di "riaggiustamento" fonetico dovuta al giustapporsi di vocali nell'unione delle due forme: viene così cancellata la vocale del primo componente, per esempio in vinaio da vino e -aio, o simili.
Altre regole di questo tipo possono comprendere anche casi di inserimento, nel quale viene inserito, appunto, ulteriore materiale per rendere la nuova forma in qualche modo più "armoniosa" e più rispondente ai nessi fonetici della lingua in questione: così per esempio da gas abbiamo gassoso e da cognac abbiamo cognacchino; in entrambi i casi, notiamo un raddoppiamento della consonante (nel secondo caso rafforzato dalla velarizzazione della c, che altrimenti dovrebbe palatalizzarsi davanti a i).